# Боярская писаница

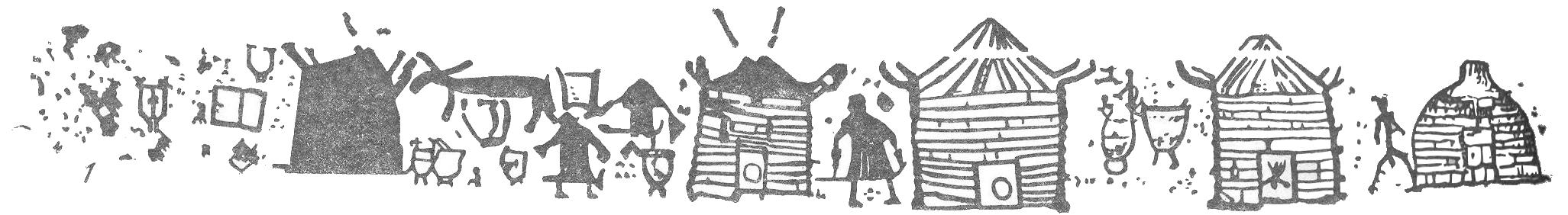
Малая Боярская писаница

Боярская писаница — памятник изобразительного искусства тагарской археологической культуры, состоящий из двух групп петроглифов: Малой и Большой Боярской писаниц в юго-западной части хребта Бояры (по-хакасски Пойар тағ — «Священная гора»). Этот невысокий хребет в 6 км к востоку от села Троицкое Боградского района Республики Хакасия тянется вдоль левого берега Енисея.

Малая Боярская писаница, 2020 год

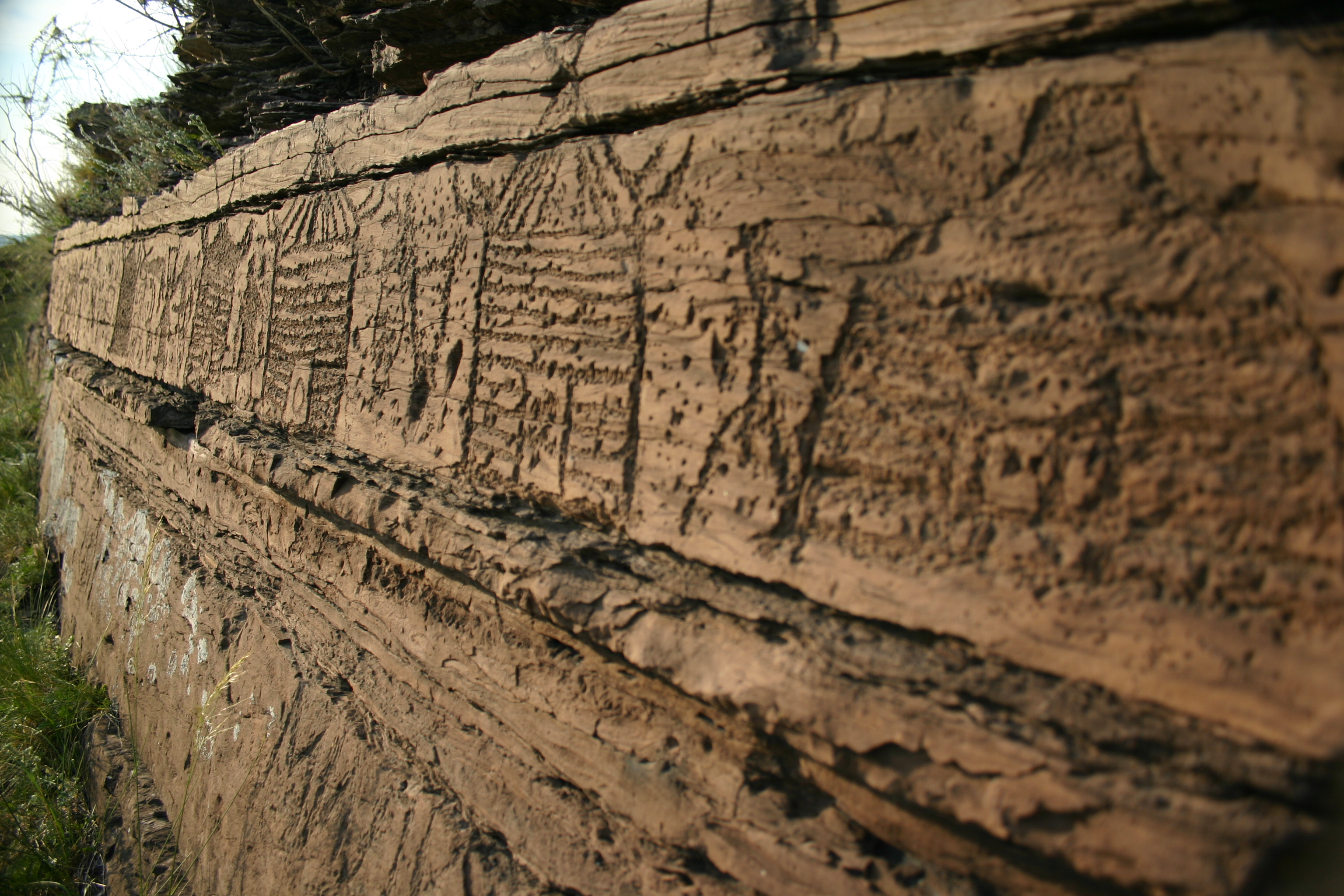
Малая Боярская писаница, 2008 год

Петроглифы Боярской писаницы были открыты и исследованы А. В. Адриановым в 1904 году. В 1962 году студентами Московского Высшего художественно-промышленного училища изображения Большой Боярской писаницы были срисованы и сфотографированы. В 1960—1970-е годы М. А. Дэвлет заново обследовала этот объект и опубликовала книгу «Большая Боярская писаница».
Боярскую писаницу датируют VII—III веками до нашей эры и относят к тагарской культуре, хотя частично она касается и переходного времени II—I веков до нашей эры, а именно таштыкской культуры.
Опираясь на иллюстрации М. А. Дэвлет, данные изображения по сюжету можно классифицировать следующим образом: изображений оленя — 22, козла — 12, горного козла — 3, быка — 9, собаки — 1, людей — 24, изображений котлов — 17, домов — 28, всадников — 6, бочонков — 7, держащего в руках лук человека — 1 и т. д. Всего представлено 151 изображение. Всего фигур зверей — 47, что составляет треть всех рисунков. На Большой Боярской писанице самые многочисленные изображения — жилища, только единичных изображений домов — 28. Жилища можно разделить на рубленые дома и юрты. Юрты в контексте этой композиции, по мнению М. А. Дэвлет, следует рассматривать как изображения традиционных жилищ кочевников Южной Сибири и «гэр» степняков Монголии, а рубленые дома — как обычные для тайги бревенчатые избы. На плоскости памятника изображены деревянные юрты, выполненные в той же технике, которая характерна и для современных хакасов.
Малая Боярская писаница включает более 40 изображений жилищ, антропоморфных существ, оленей, коз, коней. Переходом от скотоводства к земледелию объясняет появление изображений С. В. Киселёв. От этого мнения отличается точка зрения, синхронно высказанная М. П. Грязновым, который определил значение памятника как объекта религиозного назначения. Вокруг этих двух точек зрения на писаницу — «реальный посёлок» или «посёлок предков» — ведутся научные споры уже несколько десятилетий.
В 2025 году Институт археологии и этнографии СО РАН представил виртуальный тур по Боярским писаницам.